# 六甲盃
六甲盃（ろっこうはい）は兵庫県競馬組合が施行する地方競馬の重賞競走である。正式名称は「日刊スポーツ賞 六甲盃」。

## 概要
1962年創設。元々はアラブ系4歳（現3歳）の兵庫県三冠競走（菊水賞、楠賞全日本アラブ優駿と併せて）の一環として組まれており、その最終関門として秋に園田競馬場の2300m（1975年は姫路2000m、1999年は園田2400m）で行われていた。2000年にサラブレッド系4歳（現3歳）に条件が変更となり、2001年からはサラブレッド系4歳以上の競走として行われている。
2019年は兵庫県競馬の競走体系見直しにより3月26日に第56回、6月14日に第57回と年2回施行された。
負担重量は2003年より2024年までは定量で56kg（牝馬2kg減）、2025年より57kg（牝馬2kg）となる。

### 条件・賞金（2025年）
出走条件
サラブレッド系4歳以上。地方全国交流で他地区所属馬の出走枠は5頭。
負担重量
定量、牡・騸57kg、牝55kg。
賞金額
1着1000万円、2着400万円、3着250万円、4着150万円、5着100万円。

## 歴史
- 2000年 - 1999年のサラブレッドの導入に伴い、施行条件がサラブレッド4歳馬（表記は当時）に変更される。距離は1870mに短縮。
- 2001年度（2002年1月開催） - 4歳以上の東海・北陸・近畿地区交流競走となる。
- 2004年度（2005年3月開催） - 姫路競馬場の2000mに条件を変更。
- 2006年度（2007年3月開催）
  - 4歳以上の東海・北陸・中国地区交流競走となる（2013年、福山競馬の廃止により現在は中国地区に競馬場が存在しないため、中国地区は含まない）。
  - 園田の2400mに変更。
- 2010年度（2011年3月開催） - 笠松のマルヨフェニックスが園田2400mのレコード更新。
- 2019年
  - 日割の変更で、同年は2度開催される（2018年度：3月、2019年度：6月）。
  - 本年度（6月開催）より地方全国交流に交流対象を拡大。本年度のみ金曜日のナイター開催に変更。「日刊スポーツ新聞創刊70周年記念」の名を冠して施行。タガノゴールドが3月開催についで連覇し、下原理騎手・新子雅司調教師共に同一年に同名重賞2勝。新子厩舎所属馬が3着までを独占（2着：タガノヴェリテ、3着：メイショウオオゼキ）。
- 2020年 - 当年のみ無観客競馬で開催。木曜日のデー開催に戻る。川崎所属のアッキーが南関東所属馬として初勝利。
- 2021年 - 当日の南関東での開催が浦和薄暮のため、本年は薄暮開催で施行。
- 2024年
  - 施行距離を1870mに短縮[3]。
  - 「創刊75周年記念日刊スポーツ賞」の名を冠して施行。

### 過去の賞金額（2000年以降）
| 開催回    | 総額賞金  | 1着賞金 | 2着賞金  | 3着賞金 | 4着賞金 | 5着賞金  |
| --------- | --------- | ------- | -------- | ------- | ------- | -------- |
| 第38回    | 1,360万円 | 800万円 | 280万円  | 144万円 | 80万円  | 56万円   |
| 第39回    | 1,190万円 | 700万円 | 245万円  | 126万円 | 70万円  | 49万円   |
| 第40回    | 1,155万円 | 700万円 | 224万円  | 112万円 | 70万円  | 49万円   |
| 第41-42回 | 960万円   | 600万円 | 180万円  | 90万円  | 54万円  | 36万円   |
| 第43回    | 600万円   | 400万円 | 100万円  | 48万円  | 32万円  | 20万円   |
| 第44-45回 | 525万円   | 350万円 | 87,5万円 | 42万円  | 28万円  | 17,5万円 |
| 第46-47回 | 490万円   | 350万円 | 70万円   | 35万円  | 21万円  | 14万円   |
| 第48回    | 560万円   | 400万円 | 80万円   | 40万円  | 24万円  | 16万円   |
| 第49-52回 | 490万円   | 350万円 | 70万円   | 35万円  | 21万円  | 14万円   |
| 第53回    | 525万円   | 350万円 | 87.5万円 | 42万円  | 28万円  | 17.5万円 |
| 第54回    | 600万円   | 400万円 | 96万円   | 48万円  | 32万円  | 24万円   |
| 第55回    | 750万円   | 500万円 | 120万円  | 60万円  | 40万円  | 30万円   |
| 第56回    | 960万円   | 600万円 | 168万円  | 84万円  | 60万円  | 48万円   |
| 第57-58回 | 1280万円  | 800万円 | 224万円  | 112万円 | 80万円  | 64万円   |
| 第59-60回 | 1520万円  | 800万円 | 320万円  | 200万円 | 120万円 | 80万円   |
| 第61回    | 1710万円  | 900万円 | 360万円  | 225万円 | 135万円 | 90万円   |
| 第62回    | 1620万円  | 900万円 | 315万円  | 180万円 | 135万円 | 90万円   |

## 歴代優勝馬（1996年以降）
| 回数   | 施行日         | 競馬場 | 距離    | 優勝馬             | 性齢 | 所属 | 馬場 | タイム  | 優勝騎手   | 管理調教師 | 馬主               |
| ------ | -------------- | ------ | ------- | ------------------ | ---- | ---- | ---- | ------- | ---------- | ---------- | ------------------ |
| 第34回 | 1996年10月16日 | 園田   | ダ2300m | ケイエスヨシゼン   | 牡3  | 園田 | 重   | 2:40.1  | 岩田康誠   | 保利照美   | （有）テイリツ     |
| 第35回 | 1997年10月10日 | 園田   | ダ2300m | ヤングメドウ       | 牡3  | 園田 | 良   | 2:39.6  | 岩田康誠   | 森沢憲一郎 | 藤田俊一           |
| 第36回 | 1998年10月14日 | 園田   | ダ2300m | サンバコール       | 牡3  | 西脇 | 稍重 | 2:39.8  | 平松徳彦   | 西村守幸   | 藤井芳子           |
| 第37回 | 1999年10月13日 | 園田   | ダ2400m | ワシュウジョージ   | 牡3  | 園田 | 良   | 2:42.4  | 小牧太     | 曾和直榮   | 立川繁幸           |
| 第38回 | 2000年10月12日 | 園田   | ダ1870m | スペシャルダッシュ | 牡3  | 園田 | 稍重 | 2:05.0  | 赤木高太郎 | 齊藤尭     | 福本正義           |
| 第39回 | 2002年1月23日  | 園田   | ダ1870m | ロードバクシン     | 牡4  | 園田 | 重   | 2:00.9  | 小牧太     | 曾和直榮   | 中村和夫           |
| 第40回 | 2003年1月22日  | 園田   | ダ1870m | ホクザンフィールド | 牡4  | 園田 | 良   | 2:01.9  | 平松徳彦   | 橋本忠男   | 木本弘孝           |
| 第41回 | 2004年1月21日  | 園田   | ダ1870m | ホシオー           | 牡8  | 金沢 | 良   | 2:01.9  | 渡辺壮     | 松原正文   | 畑中政雄           |
| 第42回 | 2005年3月30日  | 姫路   | ダ2000m | シノブホマレ       | 牡4  | 笠松 | 重   | 2:13.1  | 川原正一   | 伊藤強一   | ヨシユキ興産（株） |
| 第43回 | 2006年3月1日   | 姫路   | ダ2000m | レッドストーン     | 牡4  | 愛知 | 不良 | R2:11.1 | 倉地学     | 角田輝也   | 後藤繁樹           |
| 第44回 | 2007年3月14日  | 園田   | ダ2400m | タガノインディー   | 牡8  | 園田 | 良   | 2:47.3  | 木村健     | 松尾一幸   | 八木良司           |
| 第45回 | 2008年3月6日   | 園田   | ダ2400m | アルドラゴン       | 牡7  | 園田 | 良   | 2:40.3  | 木村健     | 田中範雄   | （有）エーティー   |
| 第46回 | 2009年3月4日   | 園田   | ダ2400m | マイエンブレム     | 牡4  | 園田 | 重   | R2:36.5 | 板野央     | 曾和直榮   | 太田珠々子         |
| 第47回 | 2010年3月4日   | 園田   | ダ2400m | アルドラゴン       | 牡9  | 園田 | 良   | 2:42.8  | 木村健     | 田中範雄   | （有）エーティー   |
| 第48回 | 2011年3月9日   | 園田   | ダ2400m | マルヨフェニックス | 牡7  | 笠松 | 重   | R2:35.6 | 尾島徹     | 柴田高志   | 野村春行           |
| 第49回 | 2012年3月29日  | 園田   | ダ2400m | パーフェクトラン   | 牡9  | 西脇 | 良   | 2:43.0  | 大山真吾   | 栗林徹治   | 宇多村康           |
| 第50回 | 2013年3月27日  | 園田   | ダ2400m | エリモアラルマ     | 牡7  | 西脇 | 良   | 2:42.5  | 下原理     | 盛本信春   | 吉田年實           |
| 第51回 | 2014年3月6日   | 園田   | ダ2400m | ハルイチバン       | 牡4  | 西脇 | 稍重 | 2:43.1  | 永島太郎   | 平松徳彦   | 福井輝司           |
| 第52回 | 2015年3月5日   | 園田   | ダ2400m | ハルイチバン       | 牡5  | 西脇 | 重   | 2:41.8  | 田中学     | 平松徳彦   | 福井輝司           |
| 第53回 | 2016年3月3日   | 園田   | ダ2400m | ベルライン         | 牝6  | 愛知 | 良   | 2:45.1  | 丸野勝虎   | 角田輝也   | 永田和彦           |
| 第54回 | 2017年3月2日   | 園田   | ダ2400m | カツゲキキトキト   | 牡4  | 愛知 | 稍重 | 2:45.0  | 大畑雅章   | 錦見勇夫   | 野々垣正義         |
| 第55回 | 2018年3月1日   | 園田   | ダ2400m | ノブタイザン       | 牡5  | 園田 | 稍重 | 2:47.9  | 杉浦健太   | 新井隆太   | 平野正行           |
| 第56回 | 2019年3月26日  | 園田   | ダ2400m | タガノゴールド     | 牡8  | 園田 | 良   | 2:45.3  | 下原理     | 新子雅司   | 八木秀之           |
| 第57回 | 2019年6月14日  | 園田   | ダ2400m | タガノゴールド     | 牡8  | 園田 | 稍重 | 2:40.0  | 下原理     | 新子雅司   | 八木秀之           |
| 第58回 | 2020年6月4日   | 園田   | ダ2400m | アッキー           | 牝7  | 川崎 | 良   | 2:41.2  | 中田貴士   | 林隆之     | 佐久間拓士         |
| 第59回 | 2021年6月3日   | 園田   | ダ2400m | トーセンブル       | 牡6  | 船橋 | 良   | 2:40.6  | 下原理     | 山中尊徳   | 島川隆哉           |
| 第60回 | 2022年6月2日   | 園田   | ダ2400m | ジンギ             | 牡6  | 西脇 | 良   | 2:39.7  | 田中学     | 橋本忠明   | （株）ラ・メール   |
| 第61回 | 2023年6月1日   | 園田   | ダ2400m | グリードパルフェ   | 牡7  | 高知 | 稍重 | 2:44.6  | 赤岡修次   | 田中守     | 酒井孝敏           |
| 第62回 | 2024年6月6日   | 園田   | ダ1870m | ラッキードリーム   | 牡6  | 園田 | 良   | 2:03.1  | 下原理     | 新子雅司   | 野田善己           |
| 第63回 | 2025年6月5日   | 園田   | ダ1870m | マルカイグアス     | 牡4  | 西脇 | 稍重 | 2:02.1  | 鴨宮祥行   | 橋本忠明   | 日下部猛           |

※Rはコースレコードを示す。

### 各回競走結果の出典
- 六甲盃　歴代優勝馬地方競馬全国協会
- JBISサーチ
  - 1996年，1997年，1998年，1999年，2000年，2002年，2003年，2004年，2005年，2006年，2007年，2008年，2009年，2010年，2011年，2012年，2013年，2014年，2015年，2016年，2017年，2018年，2019年，2019年，2020年，2021年，2022年，2023年，2024年